# Hassan Benjelloun
Pour les articles homonymes, voir Benjelloun.
Hassan Benjelloun (né le 12 avril 1950 à Settat) est un scénariste, réalisateur et producteur marocain.

## Biographie
Hassan Benjelloun nait dans une famille de dix enfants en 1950. En 1965, il fait ses études au lycée Abdelmalek Essaadi de Kénitra et fait des études scientifiques de 2e cycle. Il passe son baccalauréat à Caen où il poursuit en faisant des études supérieures de pharmacie dont il sort diplômé en 1976. Puis il effectue son service civil à la faculté de médecine de Casablanca. En février 1979, il décide de tenir une Pharmacie dans sa ville natale de Settat.
Très tôt passionné par le cinéma, de 1976 à 1979 il réalise des reportages et films médicaux.
En 1980, il décide de faire des études de réalisation au Conservatoire libre du cinéma français (CLCF) de Paris où il obtient son diplôme.
En 1983, il réalise son premier court métrage À sens unique.
De retour au Maroc, il s'associe à quatre réalisateurs marocains pour créer, en 1989, le groupement de Casablanca. Ils réaliseront cinq longs métrages, dont La Fête des Autres, première fiction de Hassan Benjelloun.
En 2010, il réalise Les Oubliés de l'histoire. Ce film sera remarqué au 11e Festival national du film de Tanger dans la compétition longs métrages. Il sera récompensé du prix du premier rôle masculin pour Amine Ennaji.

## Prix et reconnaissances
En juillet 2019, Hassan Benjelloun est le président du jury de la catégorie longs-métrages internationaux du festival camerounais Écrans Noirs 2019

## Filmographie
- 1990 : La Fête des autres
- 1993 : Yarit
- 1998 : Les Amis d'hier
- 2001 : Les lèvres du silence (court métrage)
- 2001 : Jugement d'une femme
- 2001 : Le Pote (court métrage)
- 2004 : La Chambre noire
- 2007 : Où vas-tu Moshé ?[6]
- 2009 : Les Oubliés de l'histoire
- 2013 : La Lune rouge[7]